# درباره اسکات
درباره اسکات (انگلیسی: About Scout) فیلمی در ژانر کمدی-درام است که در سال ۲۰۱۵ منتشر شد.

## خلاصه فیلم
داستان این فیلم در مورد یک دختـر پانزده ساله لجباز به نام اسکات می‌باشد که به همراه دوستش راهی یک سفر جاده‌ای به تگزاس می‌شوند تا خواهر کوچک خود را پیدا کند...